# Kostolac (selo)
Kostolac (selo) (em cirílico:Костолац (село)) é uma vila da Sérvia localizada no município de Požarevac, pertencente ao distrito de Braničevo, na região de Braničevo. A sua população era de 1546 habitantes segundo o censo de 2002.

## Demografia
| 1948  | 1953  | 1961  | 1971 | 1981  | 1991  | 2002  |
| ----- | ----- | ----- | ---- | ----- | ----- | ----- |
| 1 583 | 1 637 | 1 852 | 802  | 1 223 | 1 049 | 1 313 |